# Burušhatum
Burušhatum (o anche Purushanda in lingua ittita) era una località in Anatolia, il principale centro politico prima dell'arrivo degli Ittiti.
Sulla città dominava un gran principe che aveva anche il controllo sulle regioni circostanti, rette da dieci principi.
Le rovine della città sono state recentemente identificate col sito di Acem-Hoyuk.